# 아구스틴 쿠에바
아구스틴 쿠에바(스페인어: Agustin Cueva, 1937∼1992)는 에콰도르의 경제학자이다. 1992년 5월 1일 Quito에서 암으로 사망했다.

## 소개
에콰도르 국립대학교(Universidad Central de Ecuador)의 교수를 지냈다. 아옌데 시절 권위주의의 탄압을 피해 칠레의 콘셉시온 대학교(Universidad de Concepcion, Chile)로 옮겼다가, 역시 그곳에서도 피노체트 군사 정권이 들어서자 다시 멕시코로 옮겨 멕시코 국립대학교 정치사회과학대학에서 재직했다. 1992년 질병으로 삶을 마감하게 되었을 때에야 비로소 그는 조국 에콰도르로 돌아갈 수 있었다.
아구스틴 쿠에바는 라틴아메리카 사회과학계를 대표하는 라틴아메리카 사회학회(Asociacion Latinoamericana de Sociologia)의 회장을 지내기도 했으며, 정통 마르크스주의자의 입장에서 종속이론 비판의 선두에 섬으로써 라틴아메리카의 대표적 진보 학자 중 한 사람으로 꼽혔다.
대표 저서로는 『라틴아메리카 자본주의 발달사』 외에도, 라틴아메리카의 정치 과정과 사회 이론 분야에 있어 고전으로 간주되는 『분노와 희망 사이에서(Entre la ira y la esperanza)』(Nucleo Del Azuay, 1981), 『라틴아메리카 사회 이론과 정치 과정(Teoria Social y Procesos Politicos en America Latina)』(Edicol, 1979), 또 모국 에콰도르의 정치를 분석한 『에콰도르 정치 지배 과정(El proceso de dominacio?n politica en el Ecuador)』(Planeta, 1990) 등이 있다.

## 라틴아메리카 자본주의 발달사
라틴아메리카의 자본주의를 이야기할 때, 종속이론을 빼놓고는 이야기할 수 없을 것이다. 라틴아메리카의 자본주의는 외부(서구)에 종속되어 발달했다는 것이다. 그러나 이 책은 이러한 종속이론을 정면에서 비판한다. 지은이는 종속이론이 사회의 진정한 모순인 내적 계급 모순을 경시하고, 지나치게 종속과 같은 외적 요인에서만 문제의 원인을 찾았다고 비판한다.
라틴아메리카에서는 쿠바 혁명 이후 사회 전반이 급진화되었다. 사탕수수에 국가 경제의 거의 전부를 의존하는, 사실상 미국의 식민지와 같았던 쿠바에서 일단의 젊은 청년들에 의해 발생한 사회 변혁 투쟁이 반제국주의 사회주의의 형태를 띠면서 성공적으로 실현되어 감에 따라, 라틴아메리카에는 새로운 사회 변화에 대한 기대가 넘쳐났다. 그러나 한편으로 쿠바 혁명은 기존 마르크스주의의 사회주의 단계적 실현론에 대한 새로운 이론적 해석을 요구했다. 따라서 자본주의 발전이 거의 없었던 쿠바에서 공산주의가 실현된 데 대한 이론적 설명을 하기 위해 탄생한 것이 바로 종속이론이다.
라틴아메리카의 자본주의는 서구 유럽의 자본주의와는 달리 종속 자본주의의 형태를 띠고 있다고 한다. 따라서 식민지적 수탈을 통해 자율적인 자본 축적을 이룰 수 있었던 서구 자본주의와 종속적 수탈을 당하면서 발전하는 라틴아메리카의 자본주의는 본질적으로 완전히 다른 성격을 지닌다는 것이다. 또 그렇기 때문에 라틴아메리카의 자본주의는 결코 서구 자본주의와 같은 발전의 길로 나아갈 수 없다는 것이 종속이론의 핵심적 주장이다. 결국 라틴아메리카가 그러한 종속의 질곡을 벗어나기 위해서는 세계 자본주의 체제에 대한 종속 관계의 고리를 끊는 것만이 유일한 방법이라고 생각하게 되었다.
종속이론 비판에 있어 가장 선두에 섰던 사람이 바로 이 책의 지은이 아구스틴 쿠에바다. 그는 무엇보다 종속이론이 평등하고 조화로운 자본주의 발전에 대한 환상을 가지고 있다고 비판한다. 라틴아메리카의 자본주의가 서구와 같이 자율적으로 발전했다면 평등한 사회를 이룰 수 있었을 것이라는 가정, 즉 “잃어버린 민족적 자본주의에 대한 향수”가 종속이론가들의 주장 저변에 깔려 있다는 것이다. 다만 라틴아메리카와 같은 종속 자본주의의 경우에는 그것이 불가능하기 때문에 라틴아메리카 사회가 종속의 틀을 깨기 위해서는 결국 사회주의로 나아갈 수밖에 없다는 것이 종속이론의 주장이라는 것이다. 그러나 쿠에바는 평등하고 조화로운 자본주의 발전 그 자체를 거부한다. 왜냐하면 그에게 있어 자본주의는 그 자체가 계급 모순을 가지는 체제이기 때문이다.
종속이론의 근원적 문제점은 자본주의 사회의 진정한 모순인 내적 계급 모순을 경시하고, 문제의 원인을 지나치게 종속과 같은 외적인 요인에서 찾은 데 있다고 주장한다. 물론 쿠에바도 종속 국가와 제국주의 국가 간의 모순이 존재함을 인정하나 그것 자체가 자본주의의 고유 모순인 계급 모순보다 상위에 있을 수 없다는 것이다.
이처럼 이 책은 20세기 라틴아메리카의 주요 정치·경제 이론의 하나인 종속이론에 대해 비판을 하면서, 20세기 라틴아메리카 경제사의 단면을 보여주고 있다. 원전의 초판은 19세기 초 독립 이후부터 1970년대 중반까지 라틴아메리카 자본주의가 발전해 온 과정을 통해 내적인 약점이 어디에 있었는지, 그리고 그로 인한 계급투쟁과 그 한계에 대해 언급하고 있다. 본 번역서는 그중 1차 세계대전 이후부터 1970년 중반까지의 경제사를 담고 있다.

## 참고 자료
- 김기현 역, 지식을만드는지식, 2009년 발행 (ISBN 108962283603)